# Яйцо герцогини Мальборо
«Яйцо́-часы́ герцоги́ни Ма́льборо» («Яйцо герцогини Мальборо», также «Розовое яйцо-часы со змеёй», «Часы с розовой змеёй») — яйцо-часы, изготовленное фирмой Фаберже в 1902 году для герцогини Консуэло Мальборо (урождённой Вандербильт). Является одним из пасхальных яиц, заказанных у Фаберже частными лицами, которые своей изысканностью и мастерством исполнения не уступали императорским пасхальным яйцам.
В настоящее время ювелирное яйцо находится в постоянной экспозиции Музея Фаберже в Санкт-Петербурге, расположенного во дворце Нарышкиных-Шуваловых.

## Дизайн
Яйцо-часы выполнено в неоклассическом стиле в виде модного в последней трети XVIII века, в эпоху Людовика XVI, часов-ротатора. Оно покрыто розовой прозрачной эмалью по гильошированному фону. Вокруг яйца вращается горизонтальный пояс с циферблатом, покрытый белой эмалью и окружённый сверху и снизу линиями мелкого жемчуга; римские цифры изложены бриллиантами. Неподвижной часовой стрелкой служит инкрустированная алмазами золотая змея, обвивающая яйцо снизу. Верх яйца украшен золотыми гирляндами из завязанными бантиками лентами, выложенными бриллиантами. Навершие выполнено в виде золотого желудя и инкрустированное алмазами. По сторонам — золотые ручки, в виде завитков декорированных акантовыми листьями, поднимающиеся из золотых бараньих масок.
Яйцо стоит на трёхстороннем постаменте, покрытым прозрачной перламутровой эмалью по гильошированному фону; пилястры, цоколи и фризы постамента покрыты розовой эмалью и украшены золотым растительным орнаментом. На одной стороне постамента — выложенная алмазами монограмма герцогини Мальборо, на второй — рог изобилия из цветного золота, на третьей — аллегория любви также из цветного золота.
Фирмой Фаберже было выполнено несколько яиц-часов такого типа, в том числе императорское «Яйцо-часы со змеёй» (1887).

## История

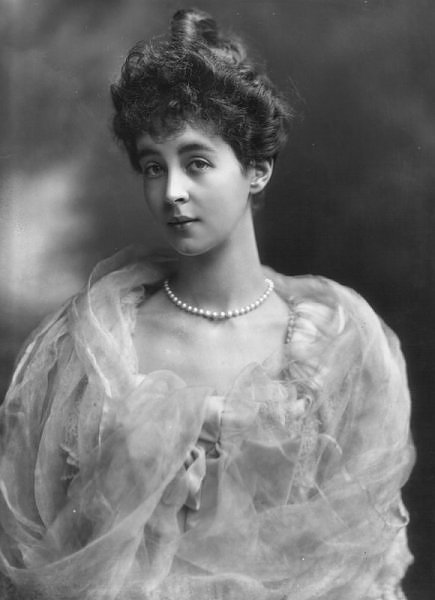
Консуэло Мальборо

Консуэло Вандербильт происходила из семьи американского миллионера Корнелиуса Вандербильта. Против воли в 1895 году она была выдана замуж за Чарлза Спенсера-Черчилля, 9-го герцога Мальборо. В 1902 году супруги посещали Россию и Консуэло, вероятно, имела возможность познакомиться с коллекцией императорских пасхальных яиц. «Яйцо-часы со змеей» из этой коллекции скорее всего и стало моделью для яйца, заказанного ею у Фаберже.

## Владельцы
В 1926 году, после развода с герцогом, Консуэло Вандербильт Бальсан передала яйцо на благотворительный аукцион, где его приобрела польская певица Анна Вальска, жена президента чикагской компании «International Harvester». В 1965 году на аукционе Parke-Bernet в Нью-Йорке яйцо приобрел Малколм Форбс и оно стало первым пасхальным яйцом в его коллекции изделий Фаберже. В 2004 году «Яйцо-часы герцогини Мальборо» в составе коллекции Форбса приобрел российский олигарх Виктор Вексельберг.